# Einar Bragi
Einar Bragi eller Einar Bragi Sigurðsson (7. april 1921 i Eskifjörður - 26. marts 2005 i Reykjavik) var en islandsk digter og redaktør. Han var modernist og grundlagde og redigerede bladet Birtingur, der var det førende organ for modernismen i Island i samtiden. 
Bragi fik udgivet ni bøger med digte mellem 1950 og 1980, og han hører til den uformelle gruppe, der går under navnet Atomdigterne. Ved siden af sit eget forfatterskab oversatte han poesi til islandsk.